# Фанзереш
Фанзереш (порт. Fânzeres)  —  район (фрегезия) в Португалии,  входит в округ Порту. Является составной частью муниципалитета  Гондомар. Находится в составе крупной городской агломерации Большой Порту. По старому административному делению входил в провинцию Дору-Литорал. Входит в экономико-статистический  субрегион Большой Порту, который входит в Северный регион. Население составляет 23 108 человек на 2011 год. Занимает площадь 8,05 км².
Покровителем района считается Иисус Христос (порт. Divino Salvador).

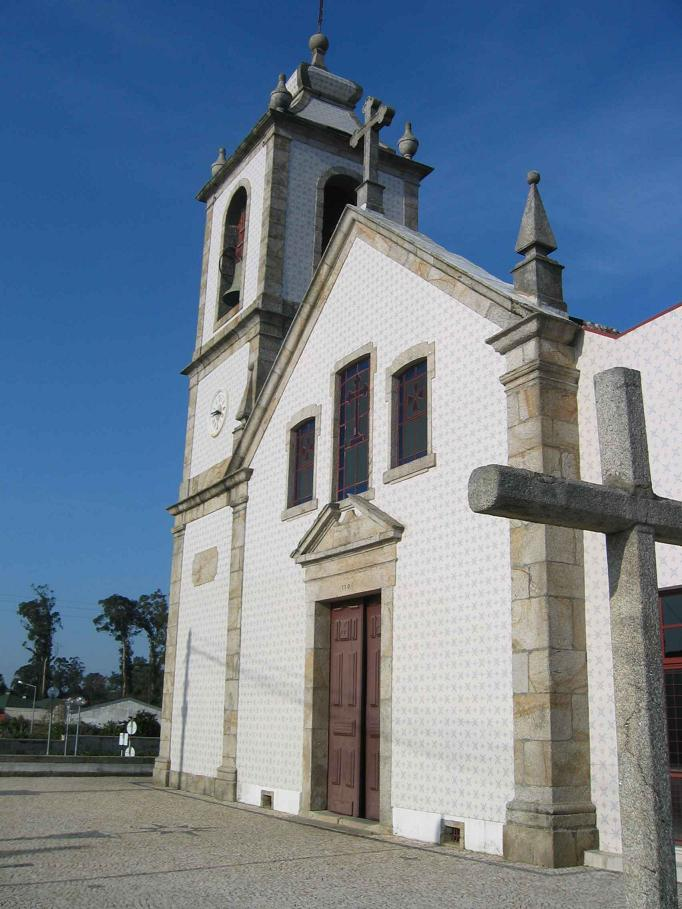
Собор